# Oxyopes raviensis
Oxyopes raviensis là một loài nhện trong họ Oxyopidae.
Loài này thuộc chi Oxyopes. Oxyopes raviensis được miêu tả năm 1935 bởi Dyal.